# 王敏超
王敏超，BBS，JP（1952年4月3日—），原籍廣東東莞石排鎮橫山上寶潭村，前香港游泳代表，中華造船廠王氏家族成員之一，為創辦人王華生的二兒子，其兄為第10屆港區全國人大代表王敏剛。2019年7月獲頒銅紫荊星章。

## 背景
曾就讀聖若瑟英文中學，畢業於喇沙書院，於美國喬治亞州岩士唐大學（Armstrong University）工商管理系取得榮譽學士學位。其後又完成佛羅里達州理工學院（Florida Institute of Technology）工學院工商管理碩士學位及英國康沃爾（Cornwall）專業潛水學校水底機械文憑。

## 職務/榮譽

### 主要職務
- 王氏投資(集團)有限公司董事
- 中華造船廠有限公司執行董事
- 雅高企業(集團)有限公司執行董事、雅高巴士有限公司執行董事、南京公交雅高巴士有限公司董事長

### 歷任公職
- 保良局：辛酉及壬戌年總理、癸亥及甲子年副主席、乙丑年主席及丙寅年顧問成員
- 市政局：1986年（委任議員）、1995年（鴨脷洲區分區直選）
- 臨時市政局：1997年（委任議員）
- 南區區議會：2000年（委任議員）
- 賽馬會體藝中學、香港外展訓練學校校董
- 香港學界體育聯會顧問
- 鴨脷洲街坊福利會理事
- 觀塘社區發展協會執行委員
- 香港漁業學會董事
- 博愛醫院名譽顧問
- 中國香港體育協會暨奧林匹克委員會副秘書長
- 國際泳協公開水域游泳技術委員會副主席
- 香港業餘游泳總會秘書長
- 亞洲泳協副秘書長
- 香港中華業餘游泳聯會執行委員
- 香港浸會大學體育系顧問委員會主席
- 淫褻物品審裁處審裁員
- 環境保護運動委員會主席：1996-2004年
- 香港康體發展局成員：2003-04年度
- 觀塘區議員
- 長刑期囚犯審查委員會委員：1981-1992年
- 職業訓練局船舶建築業訓練委員會委員
- 香港社會服務聯會基金委員：1989-1991年
- 青年事務委員會委員
- 華人廟宇委員會委員
- 銀禧體育中心管理局委員
- 度量衡十進制委員會機械工程小組主席：1981-1989年
- 香港青年聯會會董
- 醫院管理局廣華醫院管治委員會委員

### 歷任政職
- 新香港聯盟第二任主席
- 基本法諮詢委員會委員：1981-1992年
- 區事顧問：1994年

## 禁賽風波
王敏超曾於2003年擔任香港業餘游泳總會游泳技術委員會主席期間，下令禁止會員泳總參加香港拯溺總會於2004年舉辦的第廿八屆國際元旦冬泳錦標大賽，違規的會員將遭罰停賽一至兩年，掀起禁賽風波。有溺總會員不滿，指泳總霸道，及以禁賽「壟斷香港游泳市場」，直斥王敏超扼殺泳手體育生涯。受到輿論壓力，王敏超才草草辯稱事件當中有誤會。

## 違反誠信
王敏超曾於2005年，被已故富商張祝珊的孫女張慧燊申請破產。張慧燊及其丈夫阮北耀，於2005年以公司名義入稟高院，指中華造船廠創辦人王華生兩名兒子王敏智及王敏超兩兄弟，於2001年擅自將張慧燊夫婦與王氏兄弟合作發展之東莞住宅物業的部分權益出售予第三者，違反誠信，使夫婦損失超過100萬元，因此要求王氏兄弟及其名下公司賠償及交代帳目。而王敏超本人，曾在1991年香港立法局選舉中，與張慧燊以新香港聯盟名義，搭檔出戰港島西選區落敗。

## 游泳運動員生涯
王敏超擅長自由泳，自1966年亞運會開始，出席過2屆奧運會和3屆亞運會，於1970年亞運會在4X100米自由泳接力中為香港隊奪得第四名。1972年後王敏超到海外升學，回港後轉投水球運動，更帶領香港水球隊出席1978年亞運會。王敏超曾獲得三屆香港渡海泳的冠軍。
代表香港出席的主要運動會：
- 1966年第五屆亞洲運動會（泰國曼谷）
- 1968年第十九屆奧林匹克運動會（墨西哥墨西哥城）
- 1970年英聯邦運動會（英國愛丁堡）
- 1970年第六屆亞洲運動會（泰國曼谷）
- 1972年第二十屆奧林匹克運動會（西德慕尼黑）
- 1978年第八屆亞洲運動會（泰國曼谷）

### 慕尼黑惨案
1972年9月5日巴解分子「黑色九月」（Black September）潛入當時仍為西德慕尼克的奧運選手村，先殺死2名以色列運動員，再挾持餘下9名以色列運動員作為人質，要求以色列釋放234名巴勒斯坦政治犯。
當時香港隊住在以色列隊駐紮的「I座」隔鄰的「H座」，因港隊只有不足30人，住不滿整座宿舍，而以色列隊不夠地方，就與港隊商量，借用「H座」底層的房間居住，港隊住樓上。在巴解挾持人質期間，當時年僅20歲的游泳代表王敏超與柔道代表莫卓榮及另一名劍擊運動員一起，與門外的槍手說自己是中國人，要求離開，對方通知樓下的首領，就批准三人帶同行李從正門離開。

## 馬主生涯
王敏超曾於1998-1999馬季擁有名下馬匹「龍城之威」，並交由呂健威訓練，但該駒上陣六次皆未曾取得三甲，亦未能贏得獎金，最後宣布退役。